# Hyundai Santa Fe
Hyundai Santa Fe – samochód osobowy typu SUV klasy średniej produkowany pod południowokoreańską marką Hyundai od 2000 roku. Od 2023 roku produkowana jest piąta generacja modelu.

## Pierwsza generacja

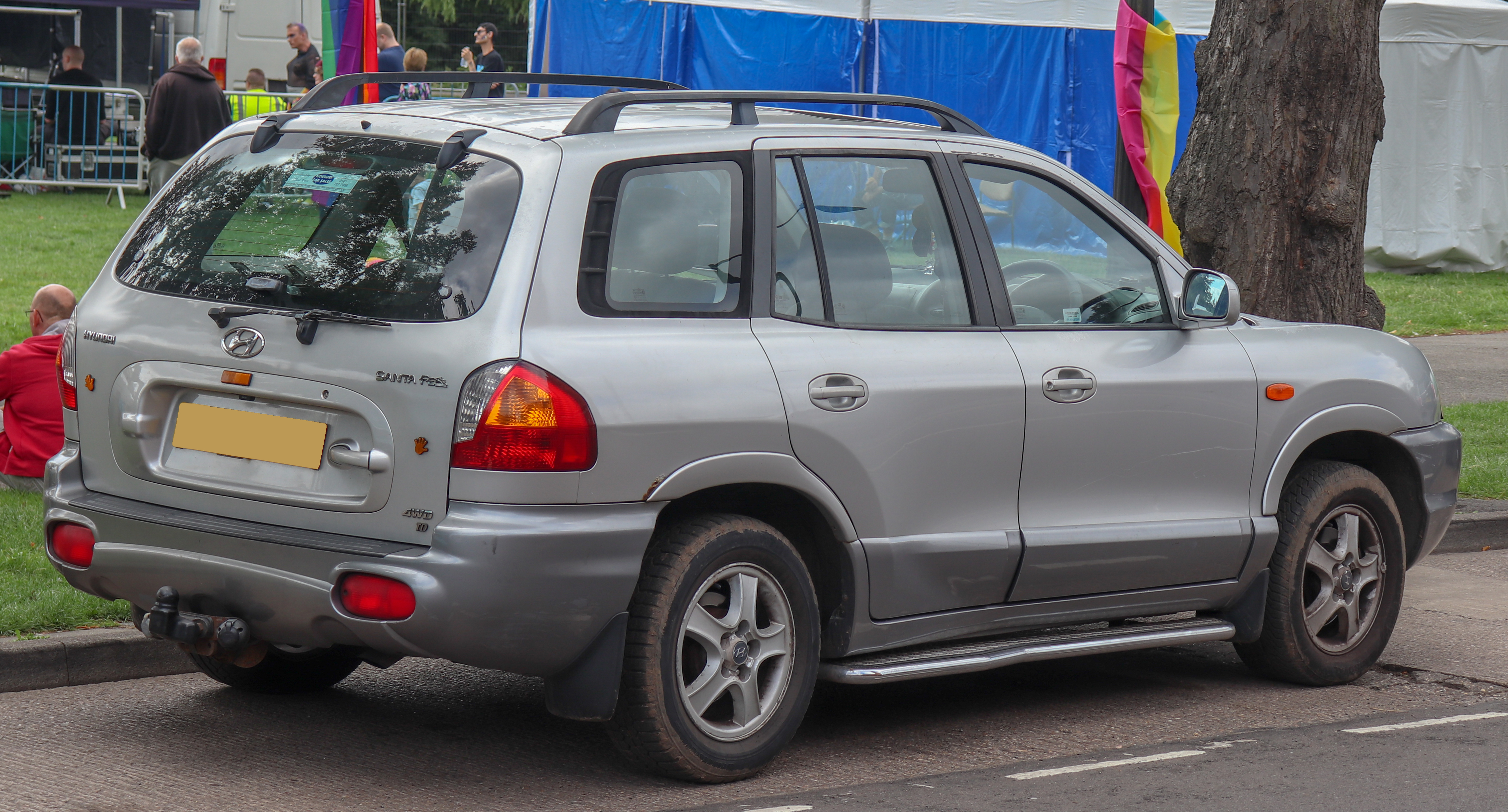
Hyundai Santa Fe I – tył

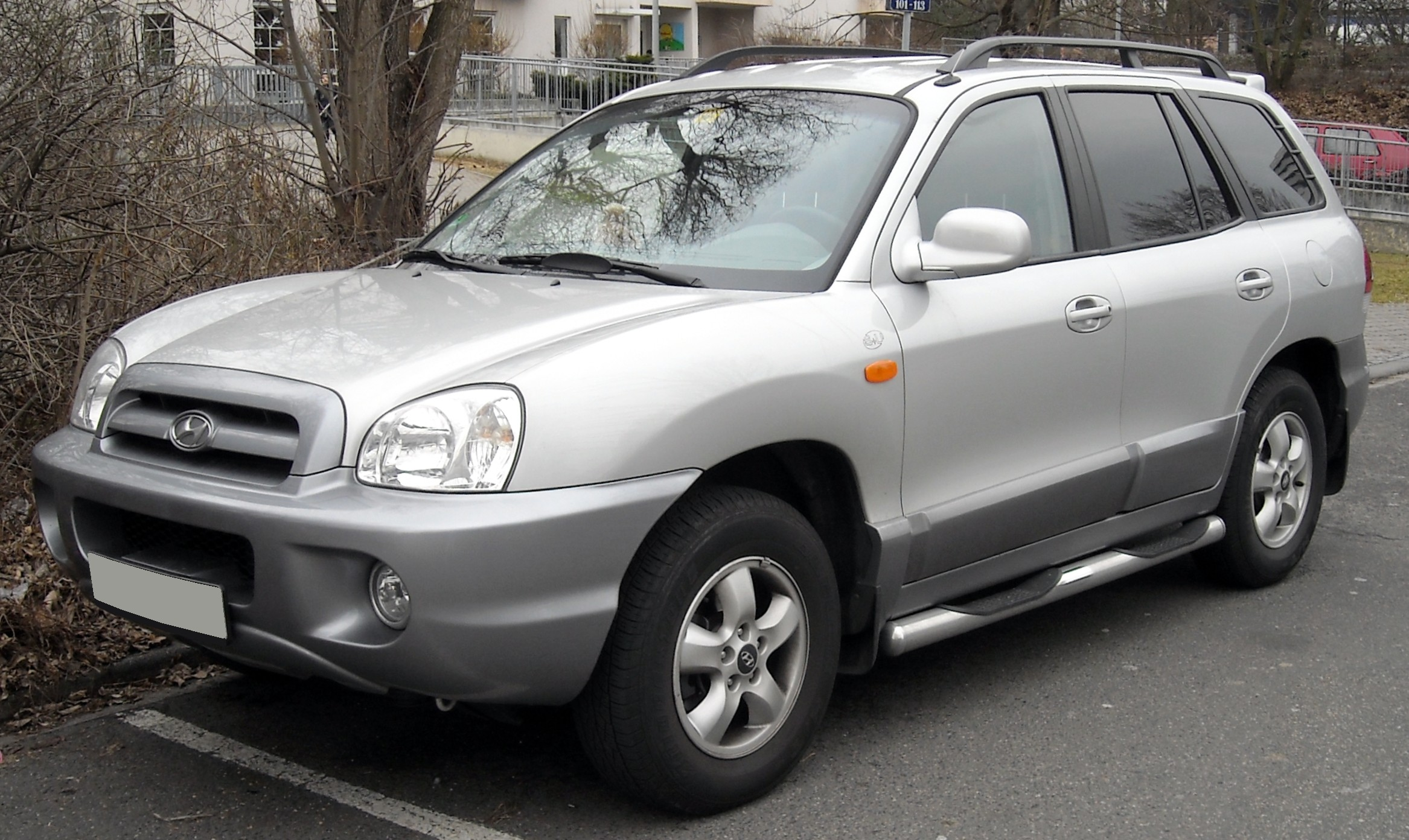
Hyundai Santa Fe I po liftingu

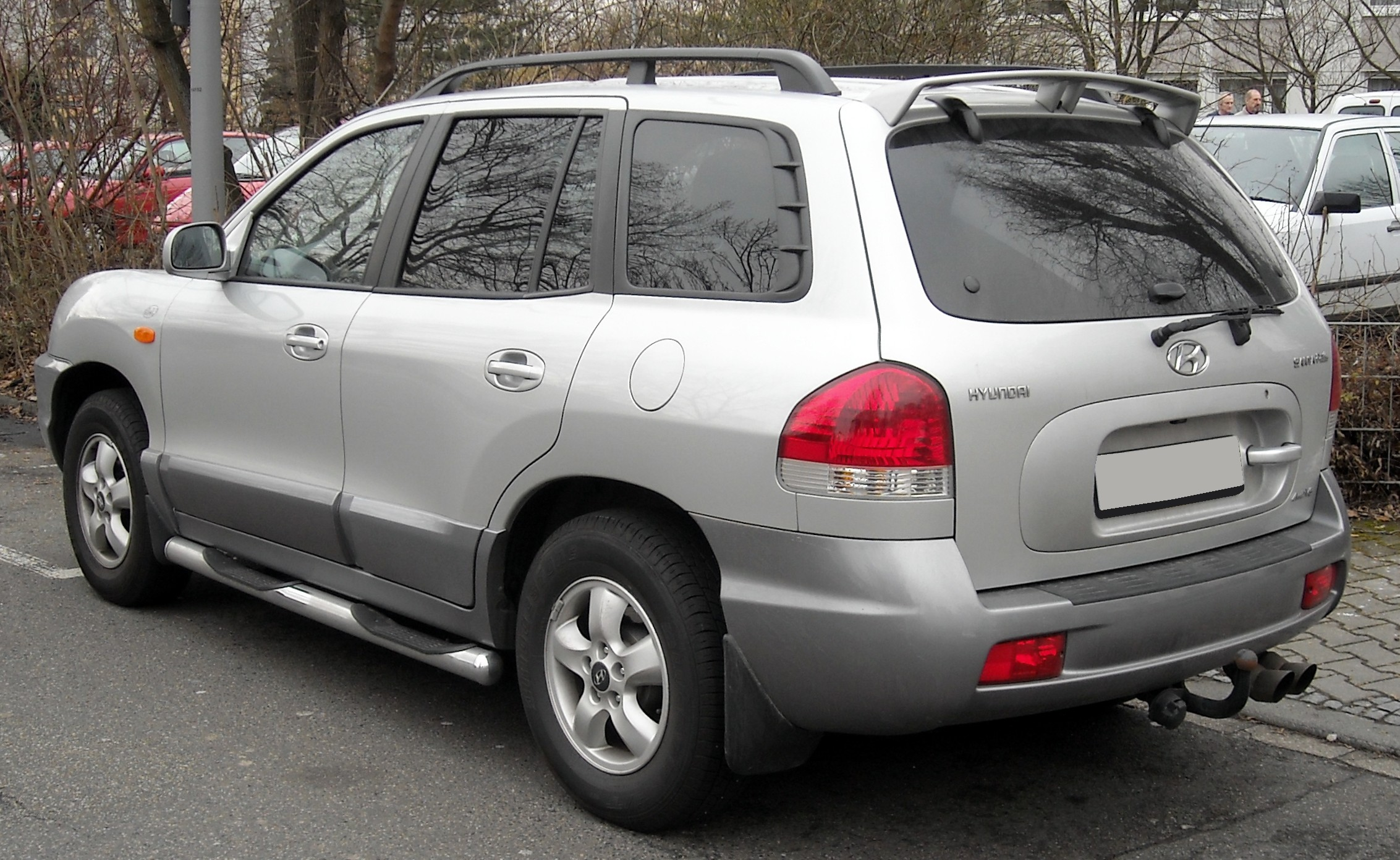
Hyundai Santa Fe I – tył po liftingu

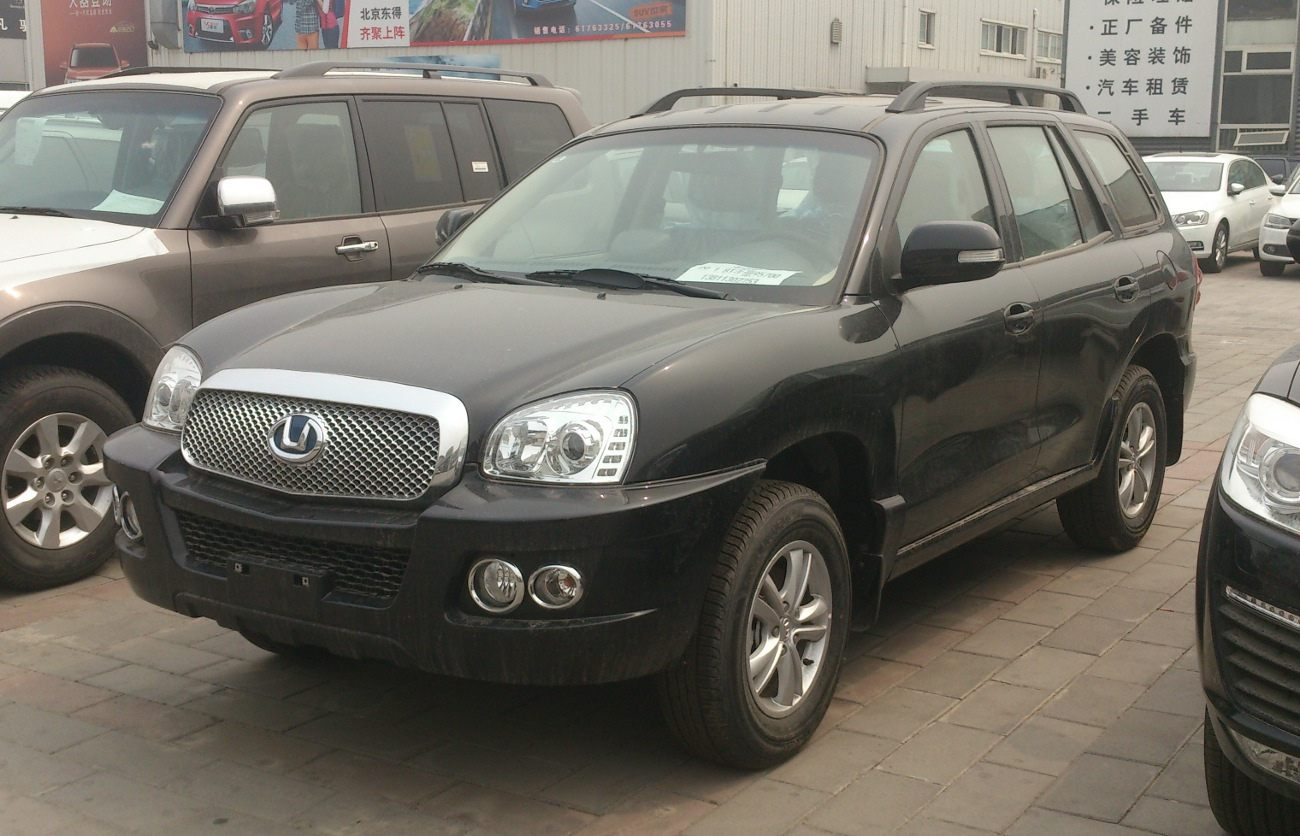
chiński Hawtai Shengdafei po liftingu

Hyundai Santa Fe I został zaprezentowany po raz pierwszy w 2000 roku.
Model Santa Fe pojawił się w ofercie Hyundaia jako pierwszy, klasyczny SUV klasy średniej po większym modelu Galloper o bardziej terenowym charakterze. Pojazd opracowano jako odpowiedź na podobnej wielkości konstrukcje japońskich producentów, oferując szeroką gamę jednostek napędowych benzynowych i wysokoprężnych.
Pierwsza generacja Hyundaia Santa Fe napędzana była stałym napędem na cztery koła z centralnym dyferencjałem, gdzie moc przenoszona była na obie osie, a nie dołączana na tylną jak w przypadku konkurencyjnych konstrukcji. Pod kątem stylistycznym, pojazd charakteryzował się masywną, obłą sykwetką z wysoko zarysowanymi, agresywnie ukształtowanymi reflektorami, a także umieszczonymi na krawędziach tylnych błotników dużymi lampami.
W zależności od wybranej wersji wyposażeniowej, roku produkcji oraz rynku przeznaczenia pojazdu, samochód wyposażony mógł być m.in. w system ABS, dwie lub cztery poduszki powietrzne, elektryczne sterowanie szyb, elektryczne sterowanie lusterek, klimatyzację manualną bądź automatyczną, skórzaną tapicerkę, system kontroli trakcji, a także system bezkluczykowy i światła przeciwmgłowe.

### Lifting
W 2003 roku Hyundai Santa Fe I przeszedł restylizację nadwozia, która przyniosła inny wygląd atrapy chłodnicy, zmodyfikowany układ reflektorów i nowe, dwubarwne klosze lamp tylnych. Pojawił się też nowy odcień nakładek na nadkola, zderzaki oraz progi.

### Sprzedaż
Hyundai Santa Fe pierwszej generacji największą popularność zdobył w Stanach Zjednoczonych, stając się najlepiej sprzedającym wówczas modelem producenta w tym regionie. Po debiucie drugiej generacji na przełomie 2005 i 2006 roku, produkcja pierwszej generacji była kontynuowana w rosyjskim Taganrogu pod nazwą Hyundai Santa Fe Classic do 2012 roku, gdzie produkcją zajęło się lokalne przedsiębiorstwo TagAZ.
Między 2002 a 2015 rokiem z kolei, Santa Fe pierwszej generacji był produkowany w Chinach pod marką Hawtai jako Hawtai Shengdafei na podstawie współpracy między chińskim przedsiębiorstwem, a Hyundaiem.

### Silniki
- R4 1.8l Turbo
- R4 2.0l 134 KM
- R4 2.4l 146 KM
- V6 2.7l 173 KM
- V6 2.7l 189 KM
- V6 3.5l 200 KM
- R4 2.0l TD 113 KM
- R4 2.0l CRDi 125 KM

## Druga generacja

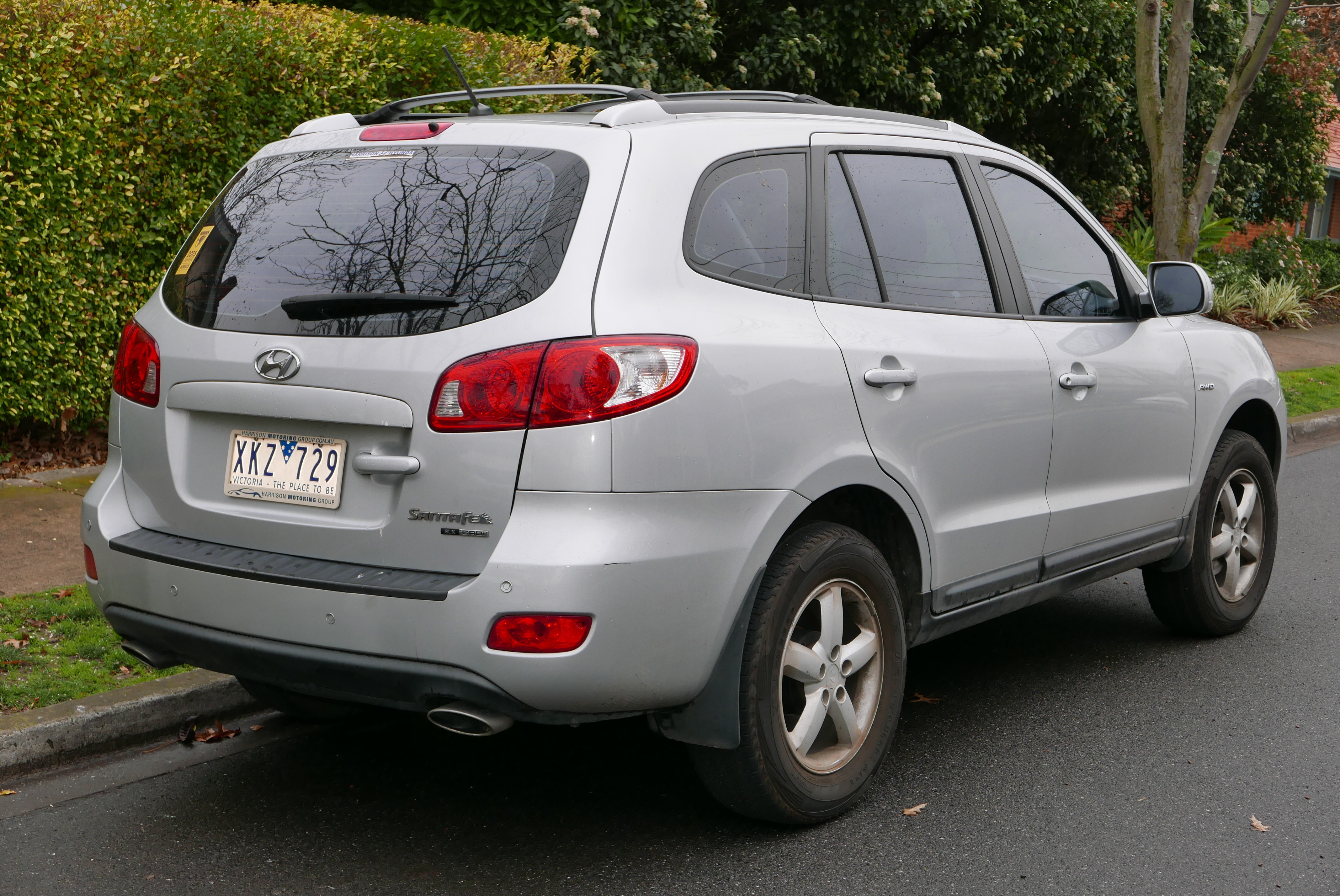
Hyundai Santa Fe II – tył

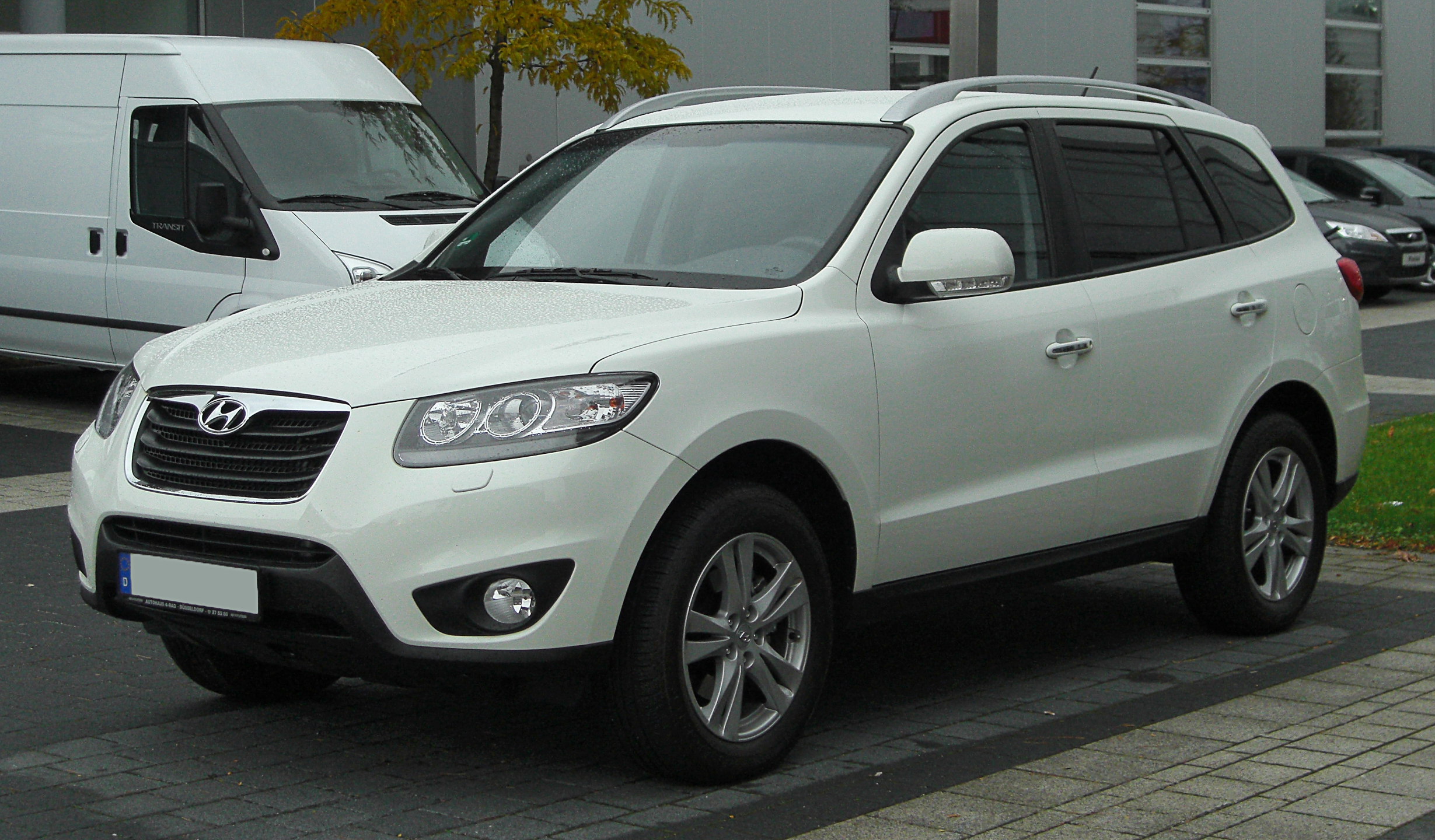
Hyundai Santa Fe II po liftingu

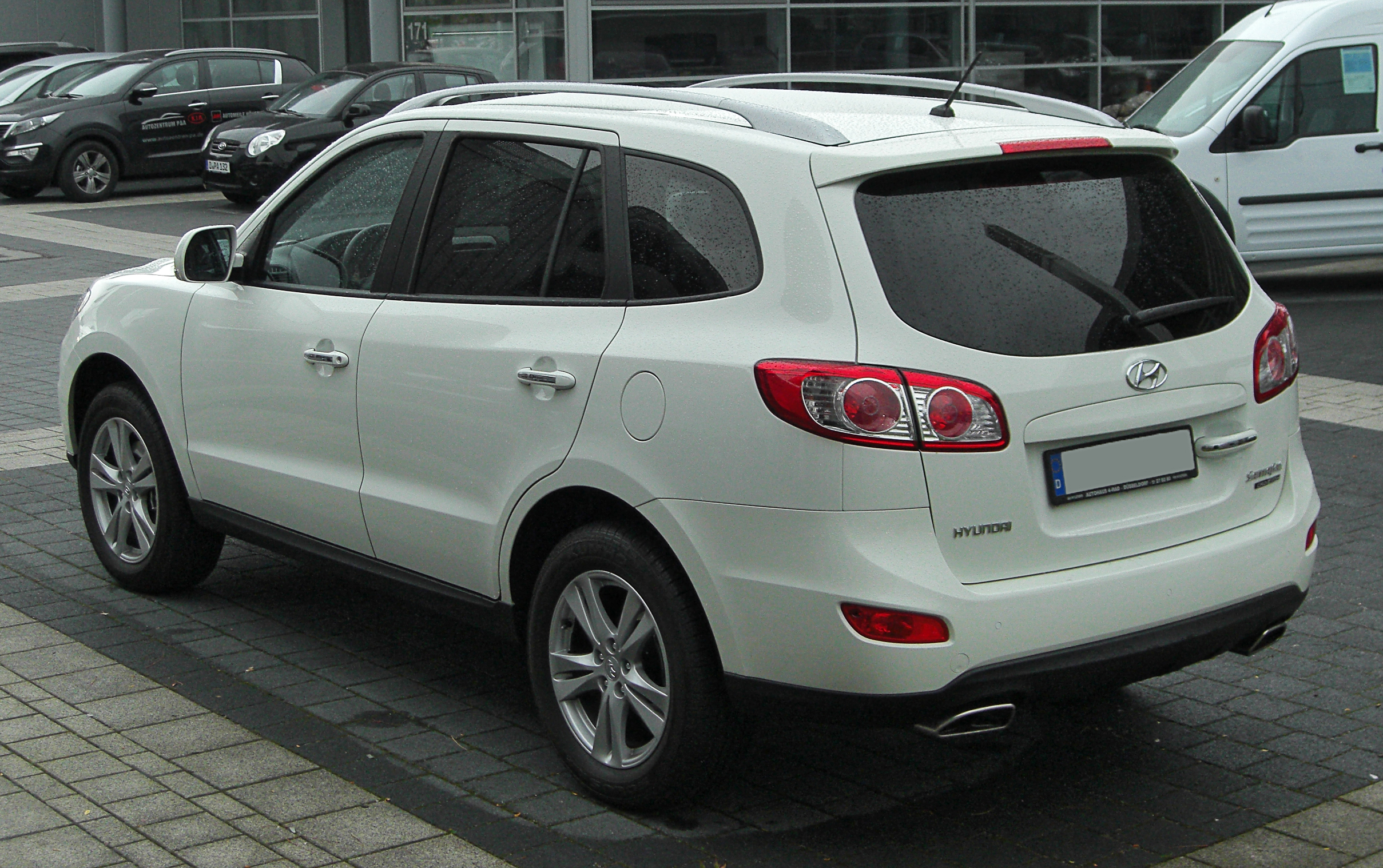
Hyundai Santa Fe II – tył po liftingu

Hyundai Santa Fe II został zaprezentowany po raz pierwszy w 2005 roku.
Santa Fe drugiej generacji przeszedł obszerną metamorfozę. W stosunku do poprzednika zwiększone zostały rozmiary pojazdu, z kolei sylwetka nadwozia zyskała bardziej zwarte proporcje z charakterystycznie ukształtowanymi, eliptycznymi reflektorami i lampami. Pas przedni wyróżniała do tego duża atrapa chłodnicy z centralnie umieszczonym logo producenta, a tylną klapę przyozdobił nietypowy uchwyt do obok miejsca na tablicę rejestracyjną.
We wnętrzu auta wygospodarowany został trzeci rząd foteli, z kolei kabina pasażerska została wzbogacona o materiały imitujące wykończeniowe w stylu samochodów premium. Szczególnie w desce rozdzielczej dominowała mieszanka aluminium lub drewna, z masywną konsolą centralną zdominowaną przez pionowo umieszczone nawiewy.
Samochód dopracowano pod kątem komfortu jazdy, który miała zapewnić nie tylko możliwość regulacji ustawienia tylnej kanapy, ale i niezależne zawieszenie współpracujące z napędem na cztery koła.
W zależności od wybranej wersji wyposażeniowej, samochód wyposażony mógł być m.in. w system ABS i ESP, 6 poduszek powietrznych oraz klimatyzację manualną bądź automatyczną, elektryczne sterowanie szyb, elektryczne sterowanie lusterek, wielofunkcyjną kierownicę, skórzaną tapicerkę, elektrycznie sterowane fotele, a także światła przeciwmgłowe.

### Lifting
W czerwcu 2009 roku Hyundai przeprowadził obszerną restylizację Santa Fe drugiej generacji, która wiązała się z upodobnieniem pojazdu do nowszych konstrukcji. Z przodu pojawiła się nowa atrapa chłodnicy z chromowaną poprzeczką w górnej krawędzi, na którą przesunięto logo, a także nowy zderzak z inaczej ukształtowanymi światłami przeciwmgielnymi. Tylna część nadwozia otrzymała z kolei m.in. nowy układ oświetlenia i przeprojektowany zderzak.

### Sprzedaż
Na rynku malezyjskim produkcją Santa Fe drugiej generacji zajmowało się stowarzyszone z Hyundaiem lokalne przedsiębiorstwo Inokom, które wytwarzało go tutaj pod nazwą Inokom Santa Fe.

### Silniki
- R4 1.5l
- R4 2.0l
- R4 2.4l 174 KM
- V6 2.7l 185 KM
- V6 3.3l 248 KM
- V6 3.5l 276 KM
- R4 2.0l TD
- R4 2.2l CRDi 150 KM
- R4 2.2l CRDi 155 KM
- R4 2.2l CRDi 200 KM

## Trzecia generacja

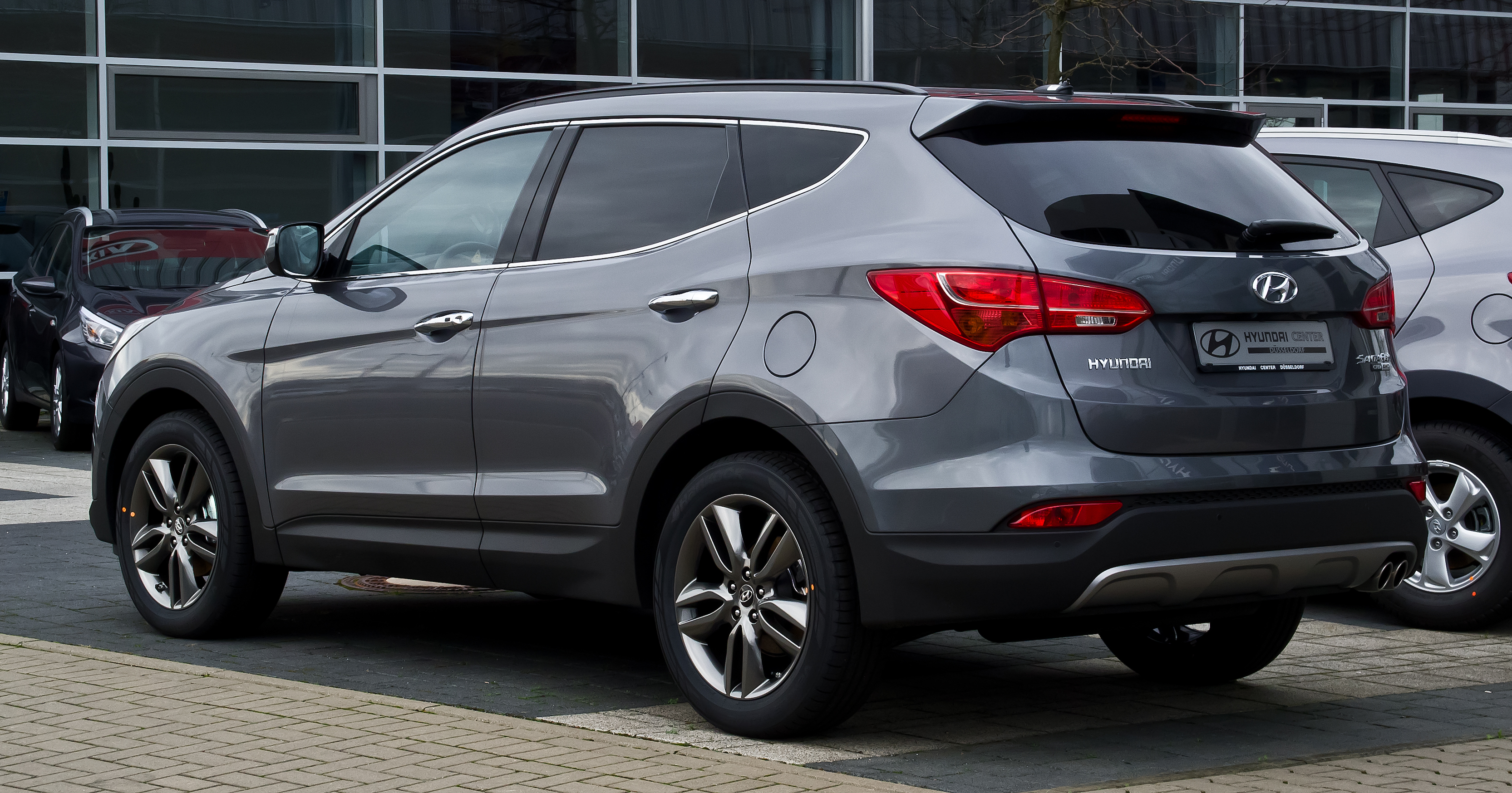
Hyundai Santa Fe III – tył

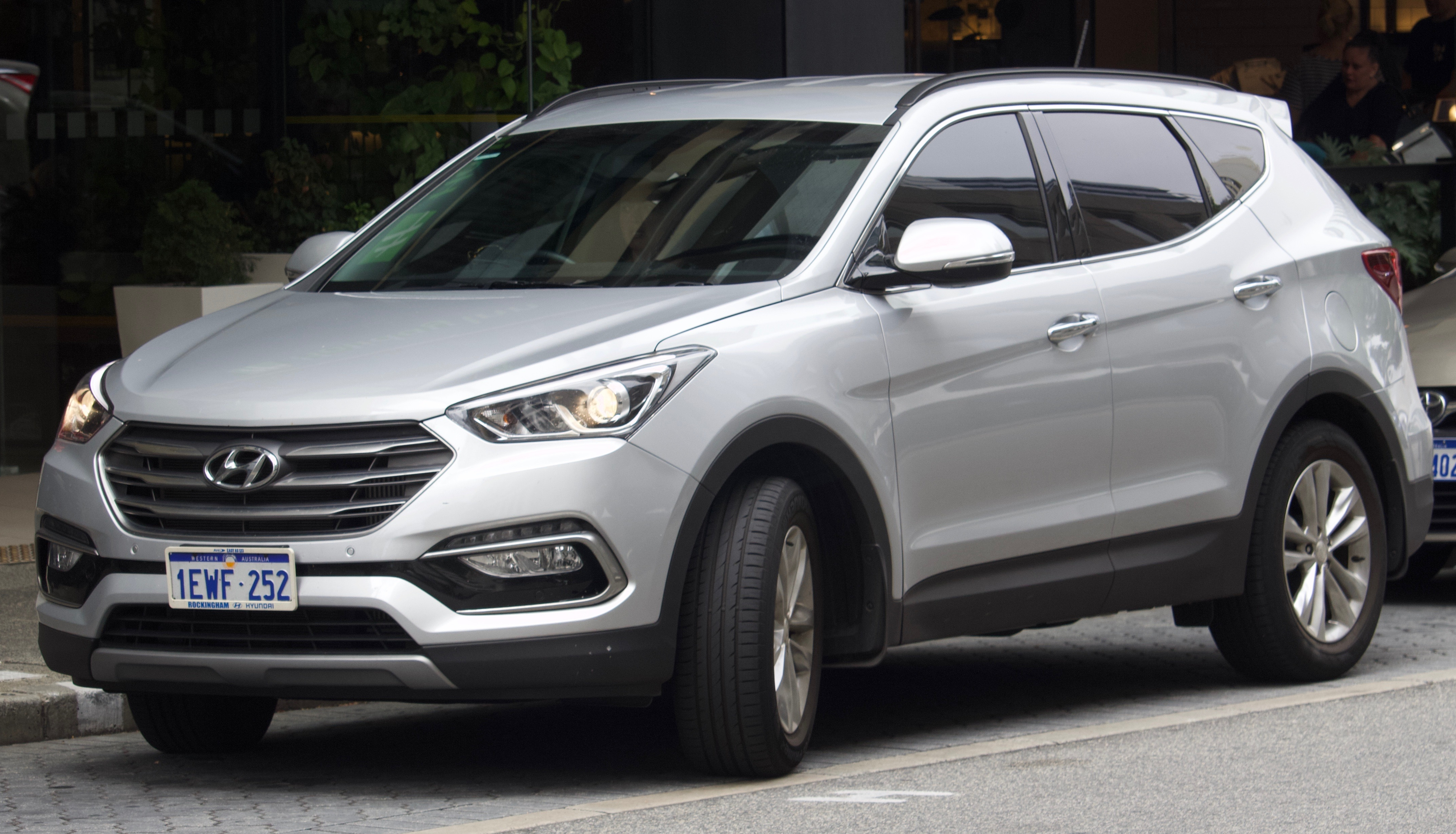
Hyundai Santa Fe III po liftingu

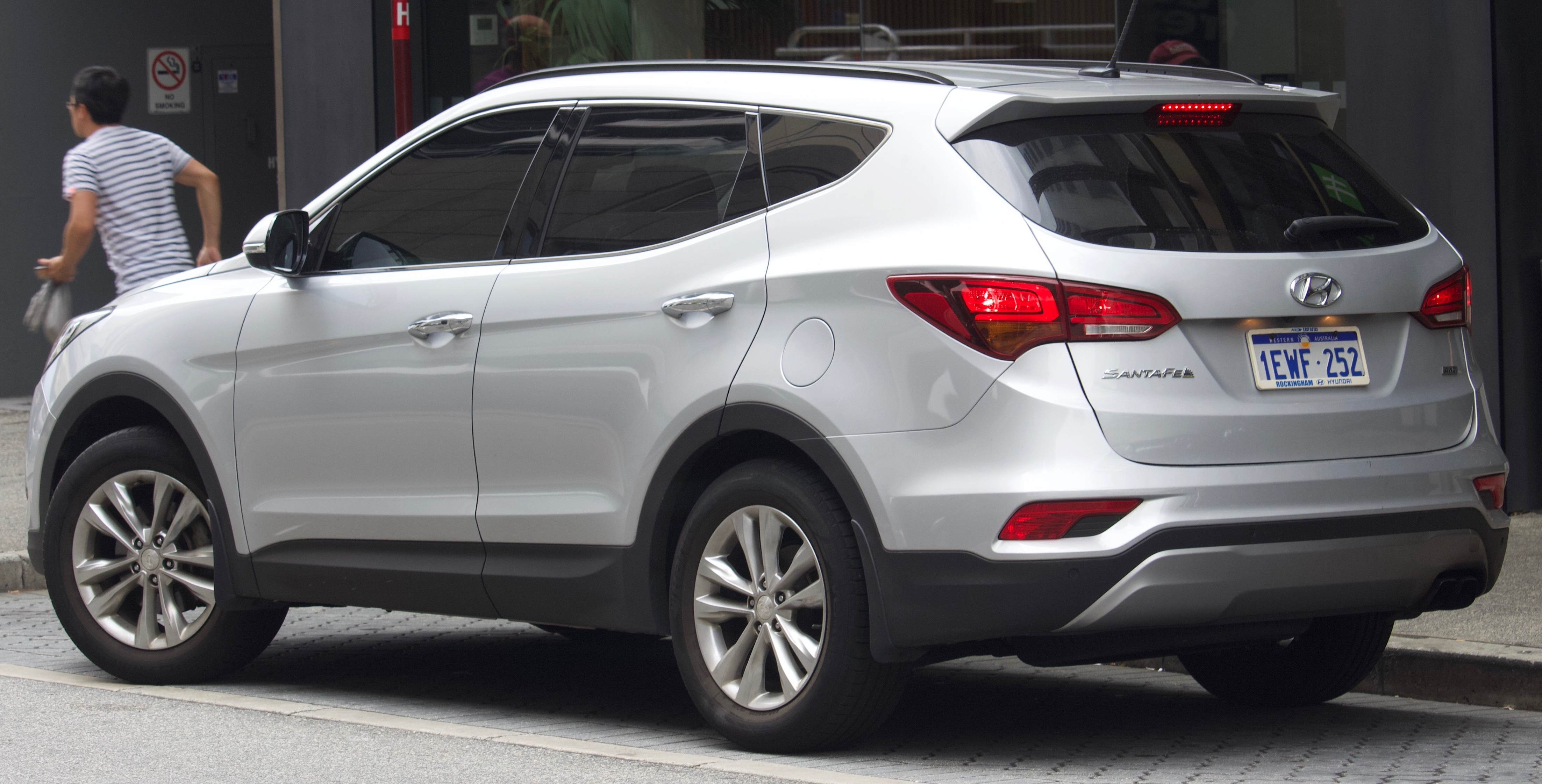
Hyundai Santa Fe III – tył po liftingu

Hyundai Santa Fe III został zaprezentowany po raz pierwszy w 2012 roku.
Trzecia generacja Santa Fe została zbudowana według zupełnie nowej koncepcji stylistycznej producenta, Fluidic Sculpture oraz zgodnie z zasadami trendu designerskiego marki nazwanego Storm Edge.
W efekcie, w porównaniu do utrzymanego w bardziej konwencjonalnej formule poprzednika samochód zyskał agresywną stylistykę wzbogaconą licznymi wyraźnie zaakcentowanymi przetłoczeniami, zadartą ku górze linią okien i ostro ukształtowanymi reflektorami, kończąc na dużym, trapezoidalnym przednim wlocie powietrza.
Dzięki oparciu o nową płytę podłogową współdzieloną z pokrewną Kią Sorento, Santa Fe trzeciej generacji stał się większy pod kątem wymiarów zewnętrznych, a także przestronniejszy i pojemniejszy w kabinie pasażerskiej. Tą przyozdobiła awangardowo stylizowana, masywna deska rozdzielcza z obszytym skórą kołem kierownicy, które miał zapewnić lepszy komfort sterowania dzięki bardziej bezpośrednio zestrojonemu układowi kierowniczemu.

### Lifting
We wrześniu 2015 roku podczas targów motoryzacyjnych we Frankfurcie zaprezentowano wersję po restylizacji nadwozia. Z przodu pojawił się lekko zmodyfikowany pas przedni, zmieniono również kształt świateł do jazdy dziennej i przeciwmgielnych. Z tyłu również przeprojektowano zderzak i układ świateł zespolonych, z kolei w kabinie pasażerskiej pojawił się nowy system multimedialny.

### Sprzedaż
Aby wyraźnie odróżnić w ofercie klasyczne Santa Fe od przedłużonej wersji Grand, w Ameryce Północnej krótszy wariant otrzymał nazwę Hyundai Santa Fe Sport. Podobnie jak poprzednika, także i trzecią generację SUV-a wytwarzała z przeznaczeniem na lokalny rynek malezyjska firma Inokom pod nazwą Inokom Santa Fe.

### Wersje wyposażeniowe
- Style
- Premium
- Executive
- Sport
- GLS
- Limited

Standardowo pojazd wyposażony jest w elektromechanicznie sterowany napęd na cztery koła, w którym w optymalnych warunkach siły napędowe w całości płyną na przednią oś, a po wykryciu poślizgu następuje dołączenie napędu na tył; dwustrefową klimatyzację automatyczną z jonizatorem, system audio ze złączami AUX i USB oraz Bluetooth, tempomat, czujniki i kamerę parkowania, podgrzewane przednie siedzenia i kierownicę, elektryczne sterowanie szyb, elektryczne sterowanie lusterek, kompas w lusterku wstecznym oraz gniazdo 12 V i 220 V.
W zależności od wersji wyposażenia pojazdu opcjonalnie wyposażyć można m.in. w wersji Premium w reflektory ksenonowe, skórzaną tapicerkę, podgrzewane fotele z tyłu, kluczyk zbliżeniowy oraz kolorowy wyświetlacz komputera pokładowego, a w wersji Executive w elektryczny hamulec postojowy, system utrzymywania pasa ruchu, inteligentny system parkowania, przednie reflektory ksenonowe z funkcją doświetlania zakrętów oraz tylne lampy w technologii LED.

### Silniki
- R4 2.0l Turbo 264 KM
- R4 2.4l MPI 174 KM
- R4 2.4l GDi 190 KM
- V6 3.3l MPI 267 KM
- V6 3.3l GDi 290 KM
- R4 2.0l CRDi 148 KM
- R4 2.0l CRDi 183 KM
- R4 2.2l CRDi 200 KM

### Grand Santa Fe

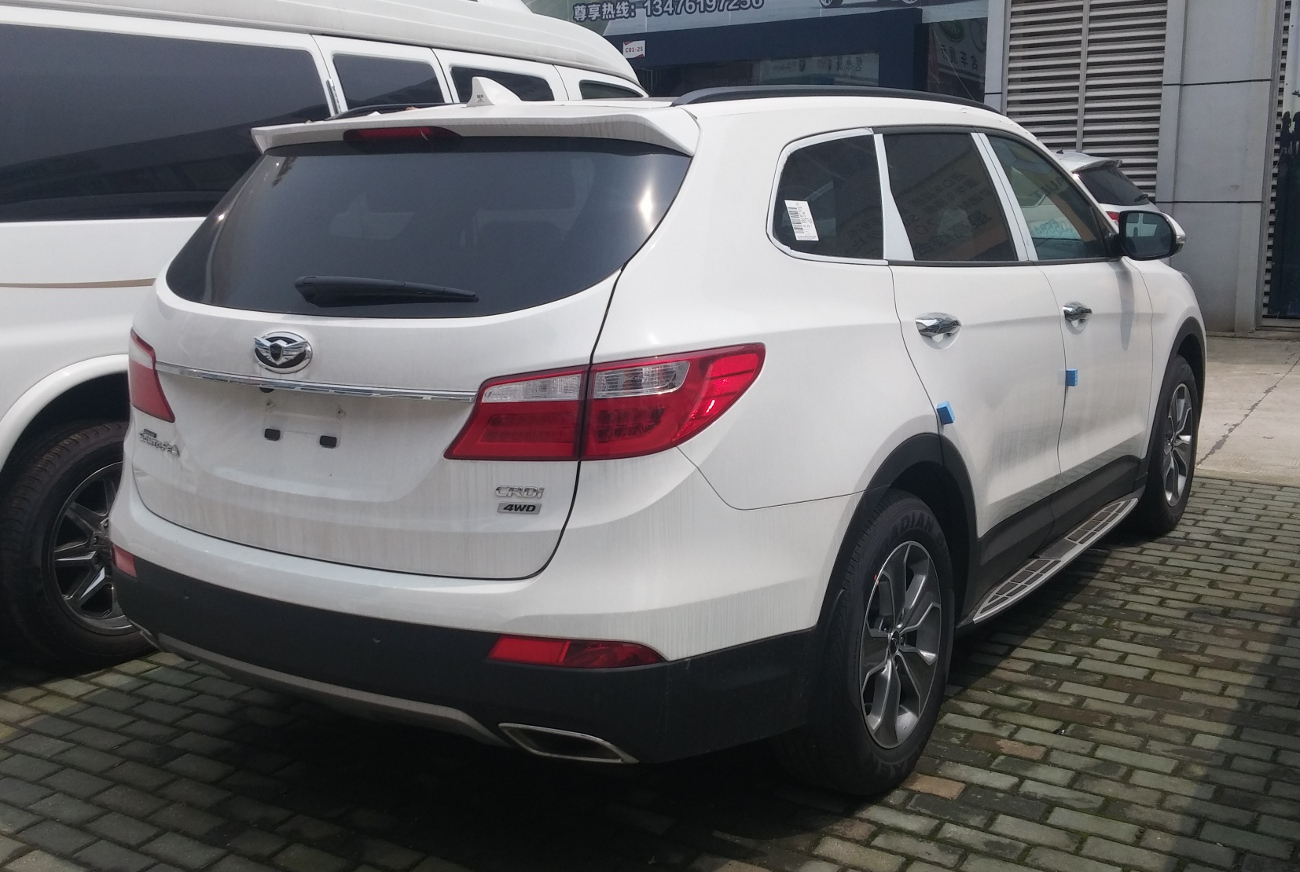
Hyundai Grand Santa Fe – tył

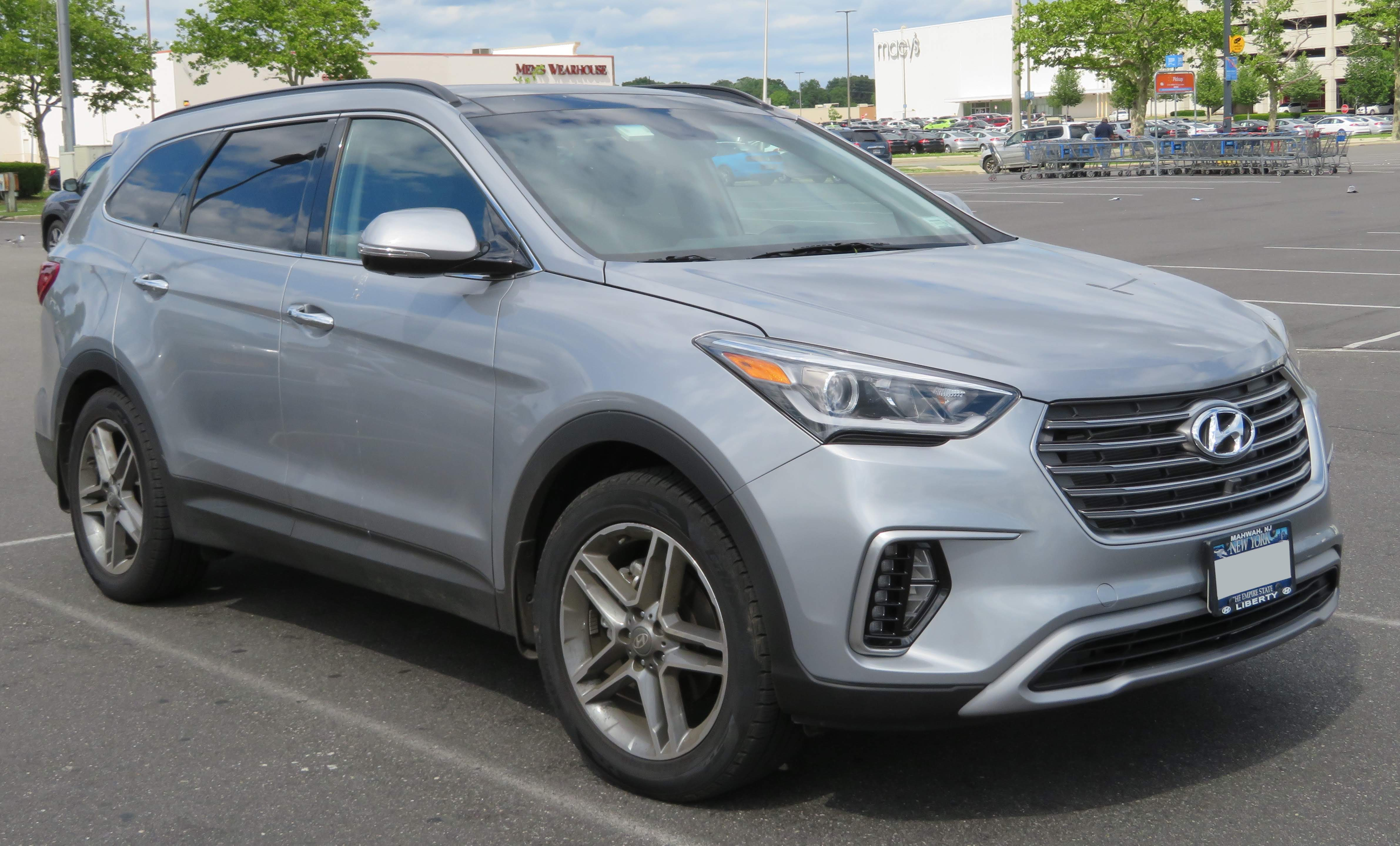
Hyundai Grand Santa Fe po liftingu

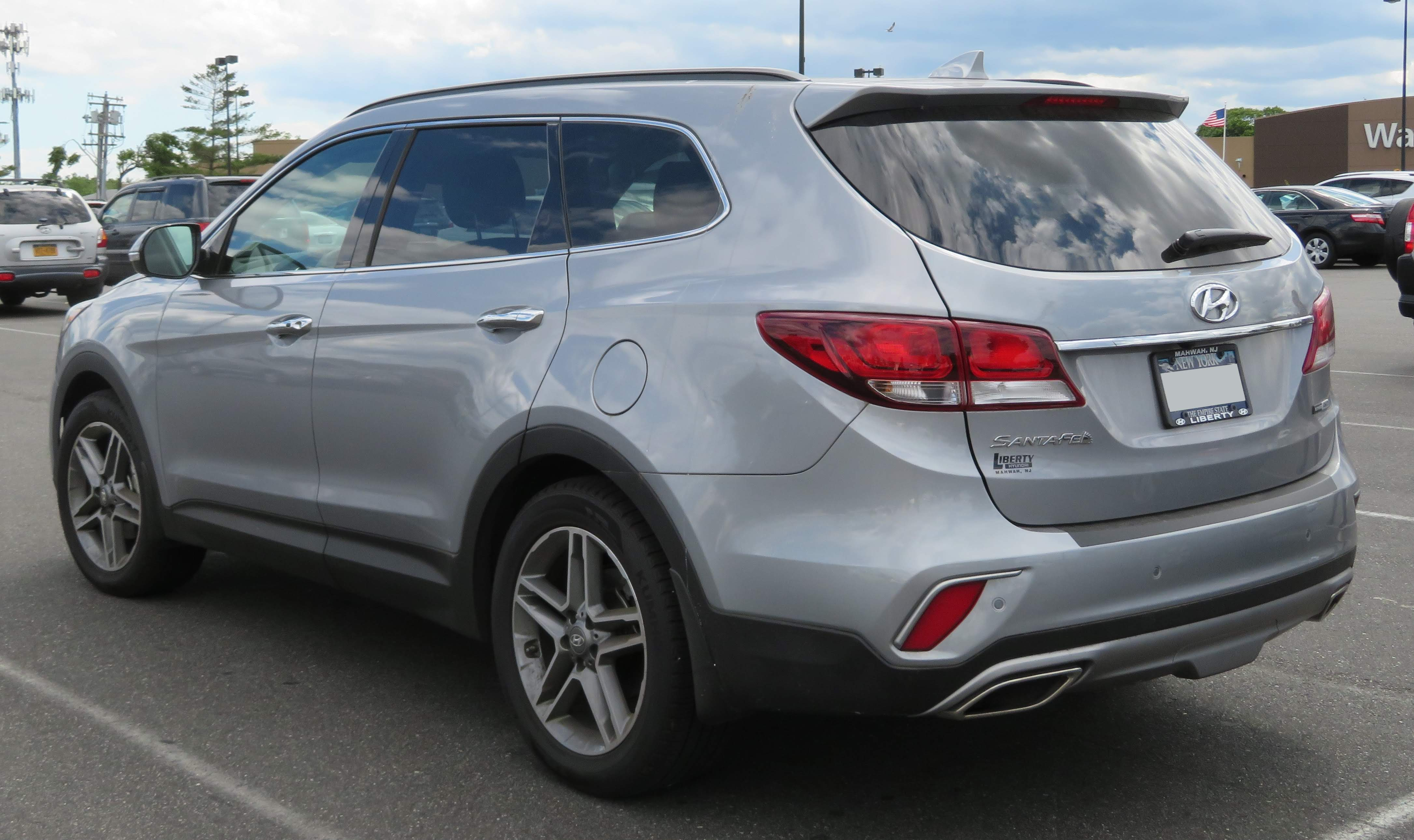
Hyundai Grand Santa Fe – tył po liftingu

Hyundai Grand Santa Fe został zaprezentowany po raz pierwszy w 2012 roku.
Równolegle z premierą trzeciej generacji Santa Fe, Hyundai przedstawił również przedłużoną odmianę Grand. Charakteryzowała się ona znacznie obszerniejszym nadwoziem, z wyżej poprowadzoną linią dachu i masywniejszą, inaczej ukształtowaną tylną częścią z bardziej zaokrąglonymi lampami i umieszczoną pod innym kątem klapą bagażnika.
Dzięki wymiarom zewnętrznym i ukształtowaniu tylnej części nadwozia, Grand Santa Fe oferował znacznie pojemniejszą przestrzeń bagażową i więcej miejsca dla pasażerów składanego, standardowego trzeciego rzędu siedzeń.
W dotychczasowej ofercie Hyundaia na rynkach globalnych, Grand Santa Fe zastąpił odrębną linię modelową znaną głównie pod nazwą Veracruz.

### Lifting
W przeciwieństwie do podstawowego Santa Fe, model Grand Santa Fe przeszedł w maju 2016 roku znacznie obszerniejszą restylizację nadwozia. Przyniosła ona głównie zmiany wizualne w pasie przednim, odróżniając go w głębszym stopniu od krótszego wariantu. Pojawiły się nowe, pionowe wloty powietrza w zderzaku, a także większa, chromowana atrapa chłodnicy.
Zmiany pojawiły się także w tylnej części nadwozia, gdzie zmodyfikowano układ tylnego oświetlenia, a także zmodyfikowano zderzak z inaczej umiejscowionymi odblaskami.

### Sprzedaż
Dla odróżnienia od krótszego wariantu, na rynku północnoamerykańskim model Grand Santa Fe był oferowany obok krótszego Santa Fe Sport jako Hyundai Santa Fe XL. Na wewnętrznym rynku Korei Południowej samochód sprzedawano z kolei pod nazwą Hyundai Maxcruz.

### Silniki
- R4 2.0l Turbo 264 KM
- R4 2.4l MPI 174 KM
- R4 2.4l GDi 190 KM
- V6 3.3l MPI 267 KM
- V6 3.3l GDi 290 KM
- R4 2.0l CRDi 148 KM
- R4 2.0l CRDi 183 KM
- R4 2.2l CRDi 200 KM

## Czwarta generacja

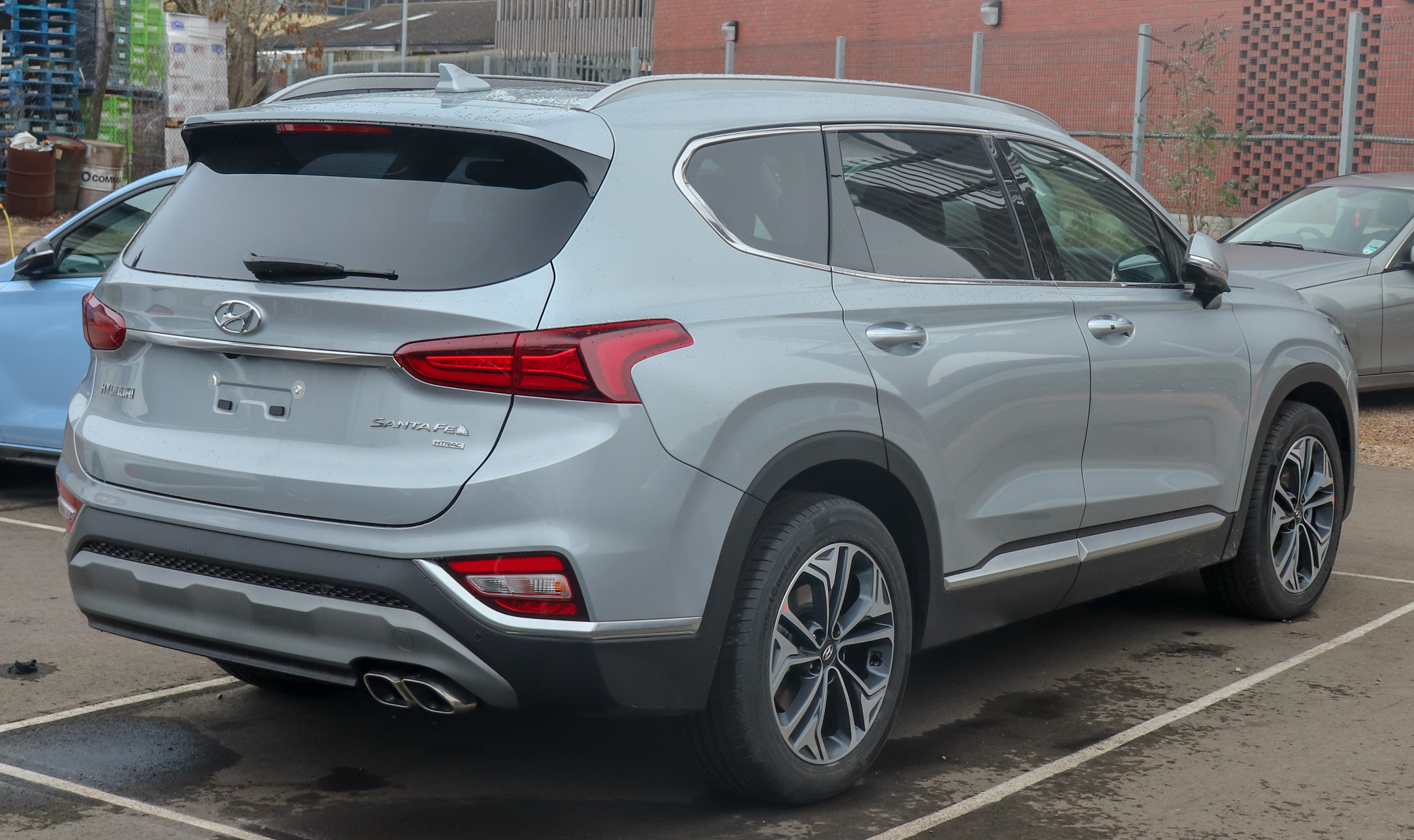
Hyundai Santa Fe IV – tył

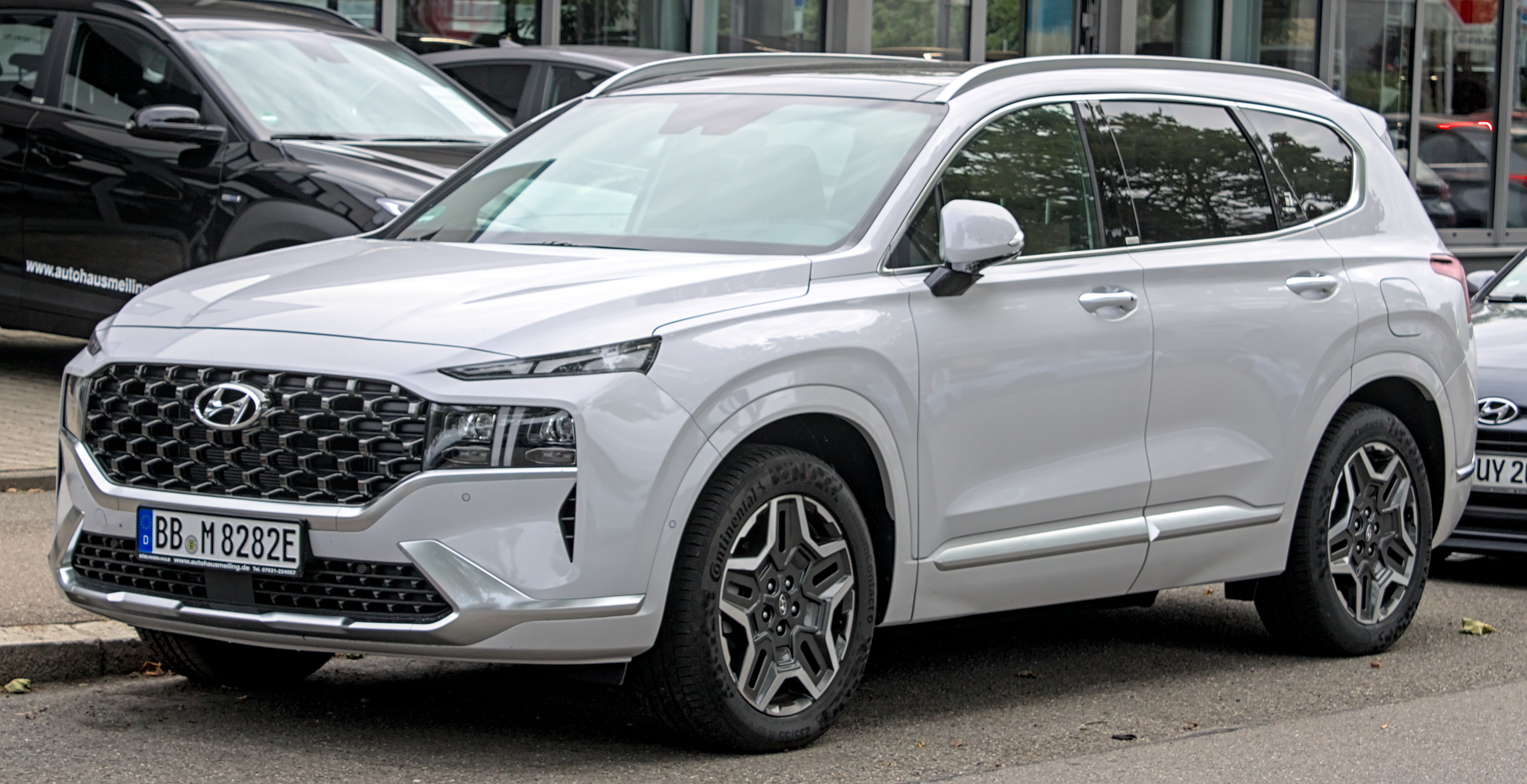
Hyundai Santa Fe IV po liftingu

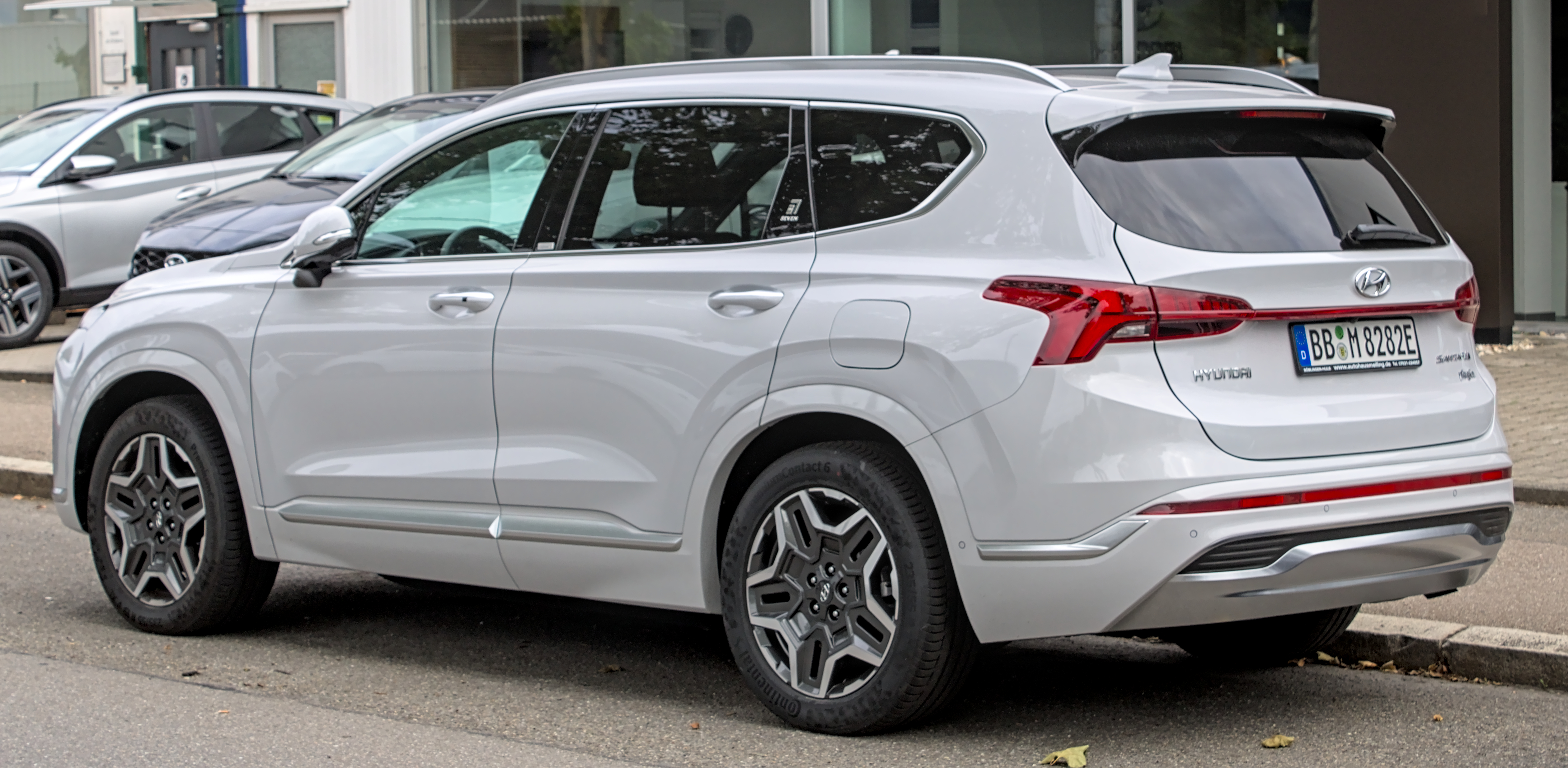
Hyundai Santa Fe IV – tył po liftingu

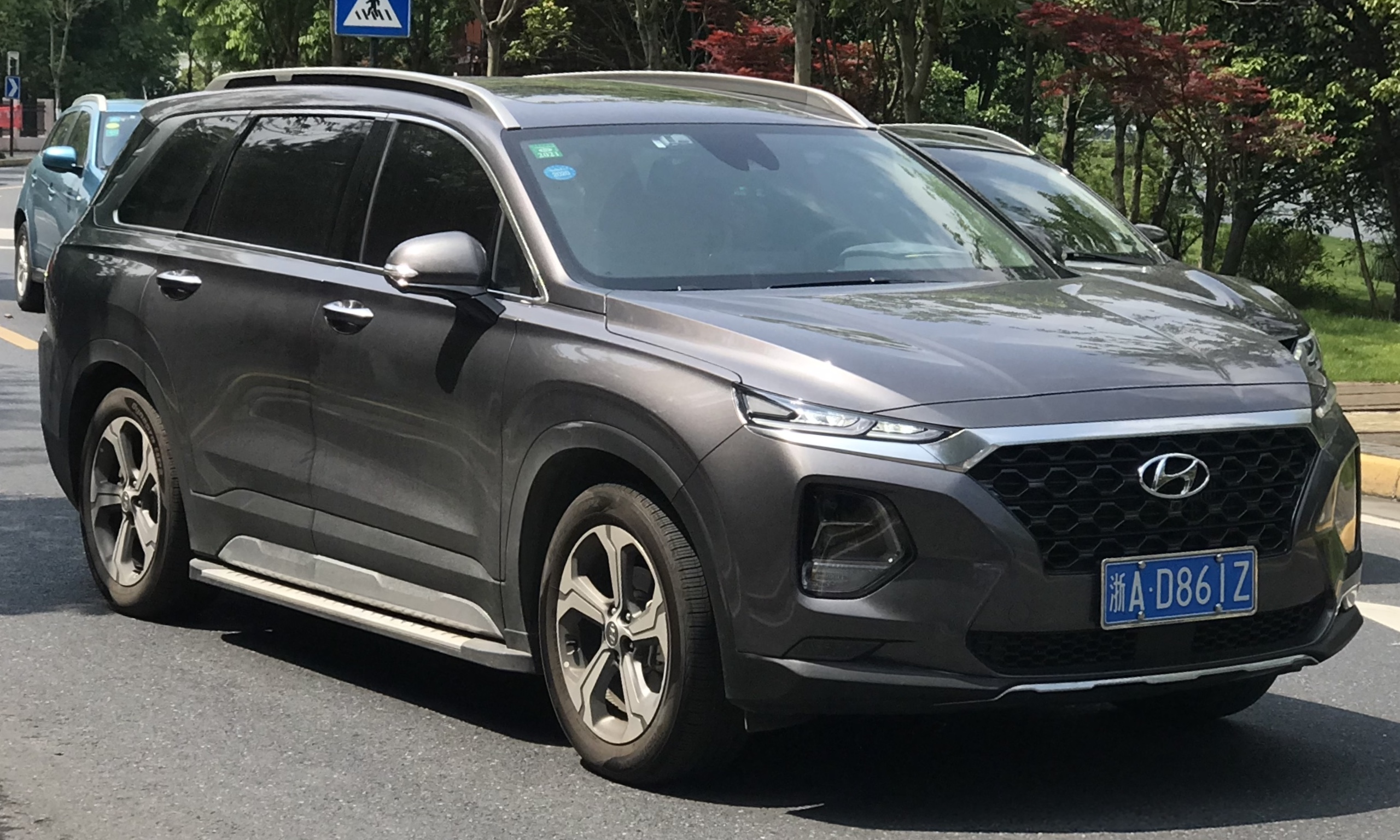
chiński Hyundai Santa Fe IV

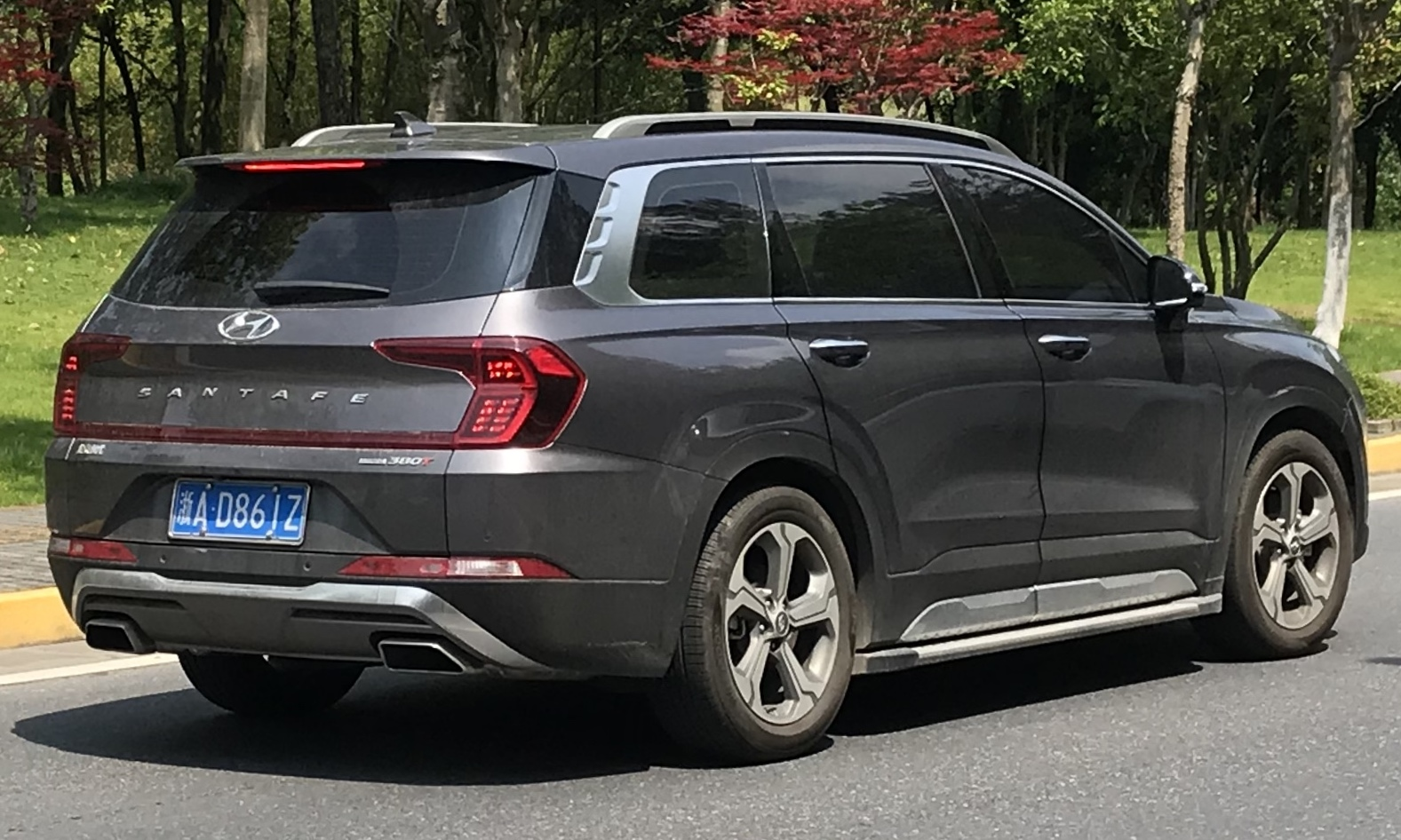
chiński Hyundai Santa Fe IV – tył

Hyundai Santa Fe IV został zaprezentowany po raz pierwszy w 2018 roku.
Czwarta generacja Santa Fe przeszła obszerną metamorfozę w stosunku do poprzednika, powstając według nowego języka stylistycznego Hyundaia zapoczątkowanego przez model Kona. W ten sposób, pas przedni przyozdobił duży, sześciokątny wlot powietrza zdominowany przez centralnie umieszczone logo producenta, z kolei reflektory rozdzielono na dwa poziomy – wyżej umieszczone wąskie paski świateł LED do jazdy dziennej i niżej umieszczone lampy ze światłami pozycyjnymi i mijania.
Nadwozie Santa Fe przyjęło bardziej foremne proporcje, z masywną przednią bryłą nadwozia, a także wyżej poprowadzoną linią dachu zapewniającą więcej przestrzeni dla pasażerów. Kokpit został upodobniony do kompaktowego modelu i30, zyskując wysoko umieszczony, duży ekran systemu multimedialnego.

### Chiny
W kwietniu 2019 roku Hyundai przedstawił zmodyfikowaną odmianę czwartej generacji Santa Fe na potrzeby chińskiego rynku. Samochód otrzymał przeprojektowany przedni zderzak, większy rozstaw osi, a także zupełnie inaczej stylizowaną tylną część nadwozia. Przyjęła ona bardziej foremny kształt, większy bagażnik i lampy w kształcie litery C nawiązujące do modelu Sonata. Duże zmiany przeszła też kabina pasażerska. Zyskała ona spłaszczoną ku dołu kierownicę, większy ekran systemu multimedialnego pozbawiony przycisków, a także zmodyfikowany kokpit połączony z wyżej połączonym tunelem środkowym zdominowanym przez duży schowek.

### Lifting
W czerwcu 2020 roku, niespełna dwa i pół roku po prezentacji modelu czwartej generacji, Hyundai przedstawił Santa Fe po obszernej restylizacji. Największym zmianom poddano pas przedni, który otrzymał nową, znacznie większą atrapę chłodnicy o kratowej strukturze, którą optycznie płynnie połączono z większym dolnym pasem reflektorów. Wyżej umieszczony pas świateł dziennych zyskał bardziej agresywny kształt, łącząc się z reflektorami charakterystycznymi pasami w kształcie litery T. Ponadto, przestylizowano również tylny zderzak i lampy tylne z zespolonym oświetleniem, a w kabinie pasażerskiej wprowadzono wyświetlacz zamiast zegarów oraz nowy system multimedialny sterowany ze znacznie większego, 10,25-calowego wyświetlacza. Producent zdecydował się też całkowicie przeprojektować konsolę centralną, z wyżej poprowadzonym tunelem płynnie zagiętym w kierunku kokpitu.
Restylizacja Santa Fe objęła także obszernie kwestie techniczne – zastosowana została zupełnie nowa platforma trzeciej generacji, która została dostosowana także do zelektryfikowanych układów napędowych. Jednym z nich jest klasyczny układ hybrydowy Smartstream, a drugim hybryda plug-in ładowana z gniazdka.

### Silniki
- R4 2.0l Turbo 232 KM
- R4 2.4l GDI 185 KM
- R4 2.0l CRDi 150 KM
- R4 2.0l CRDi 185 KM
- R4 2.2l CRDi 200 KM

## Piąta generacja

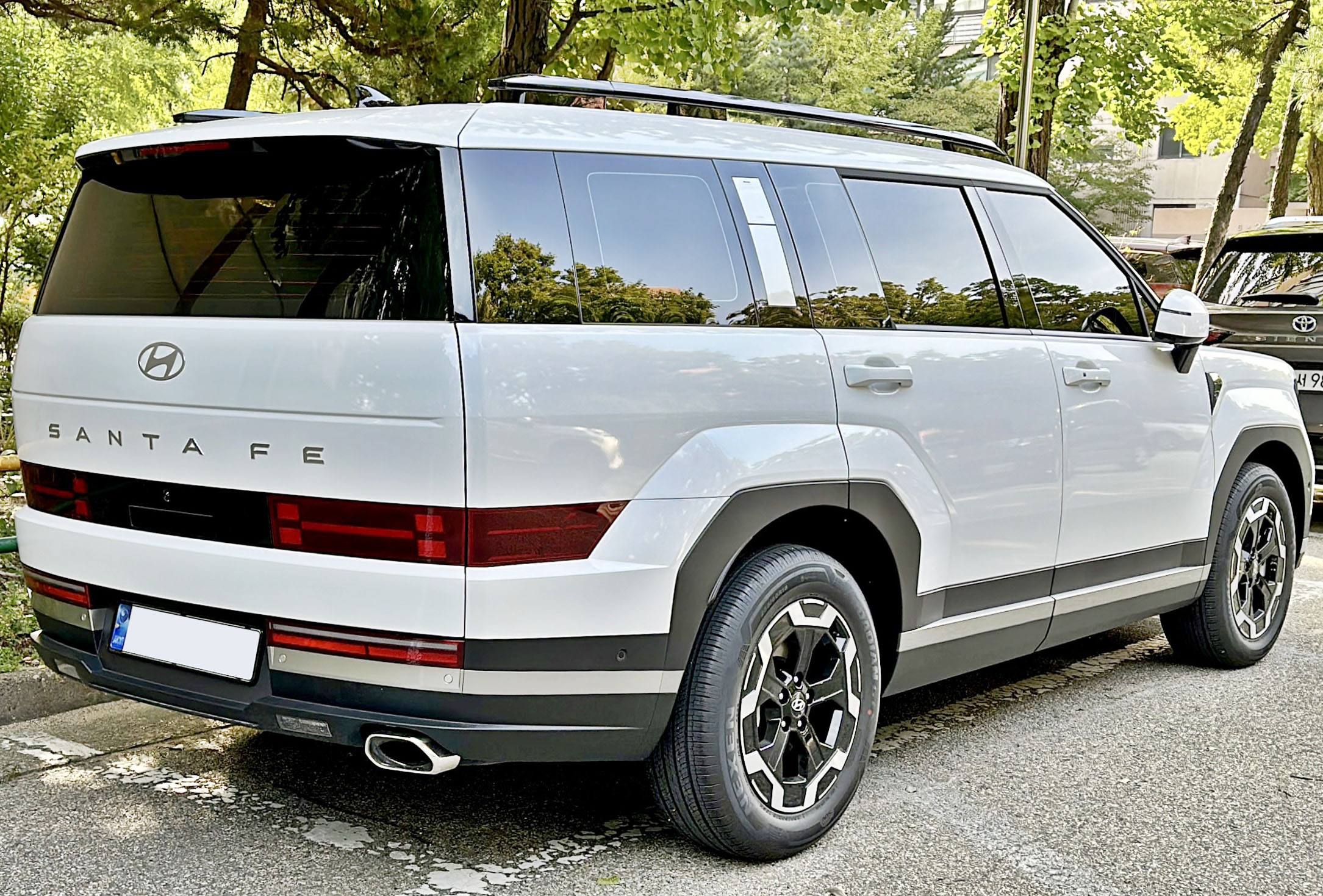
Hyundai Santa Fe V - tył

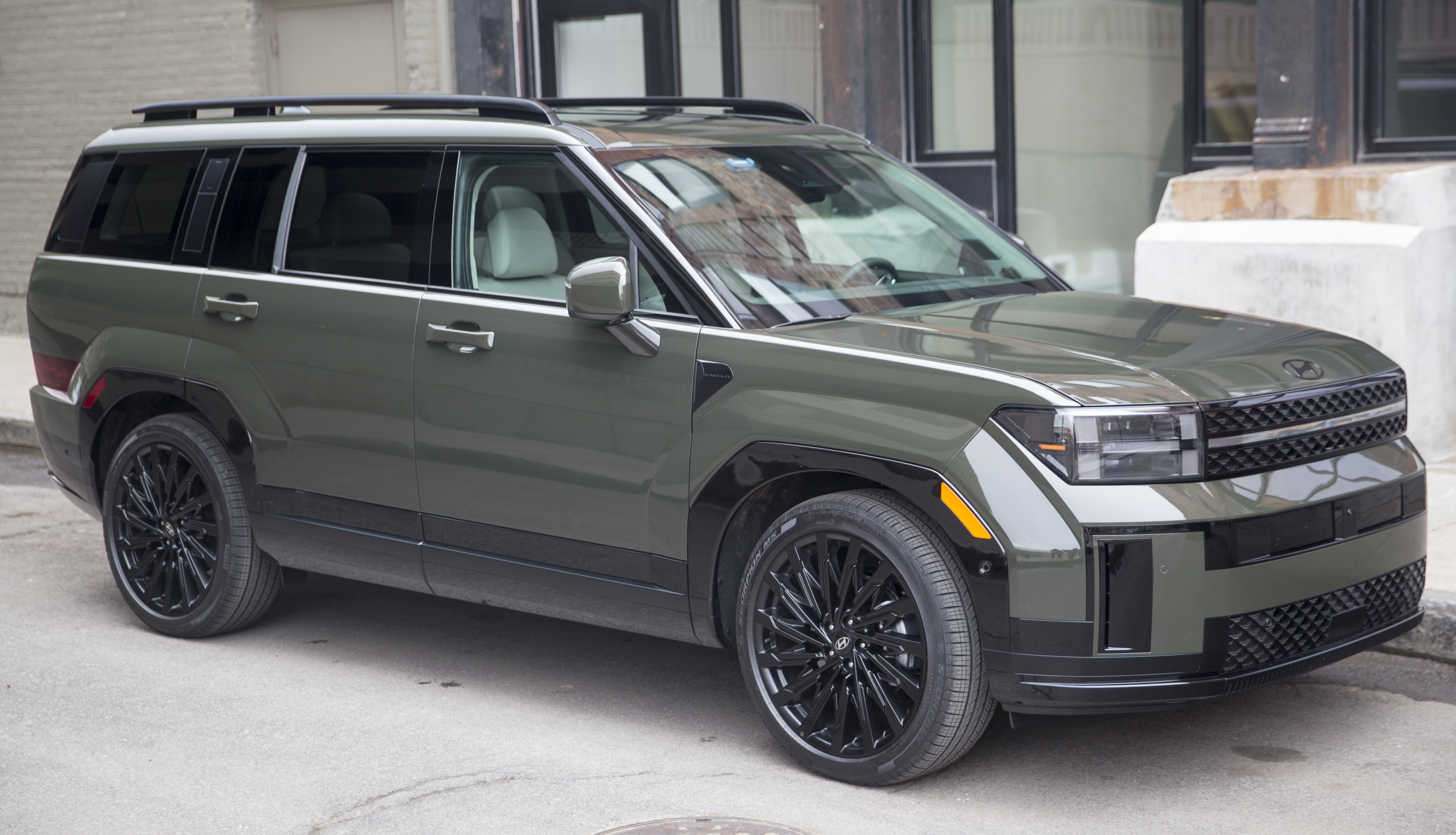
Hyundai Santa Fe V Caligraphy

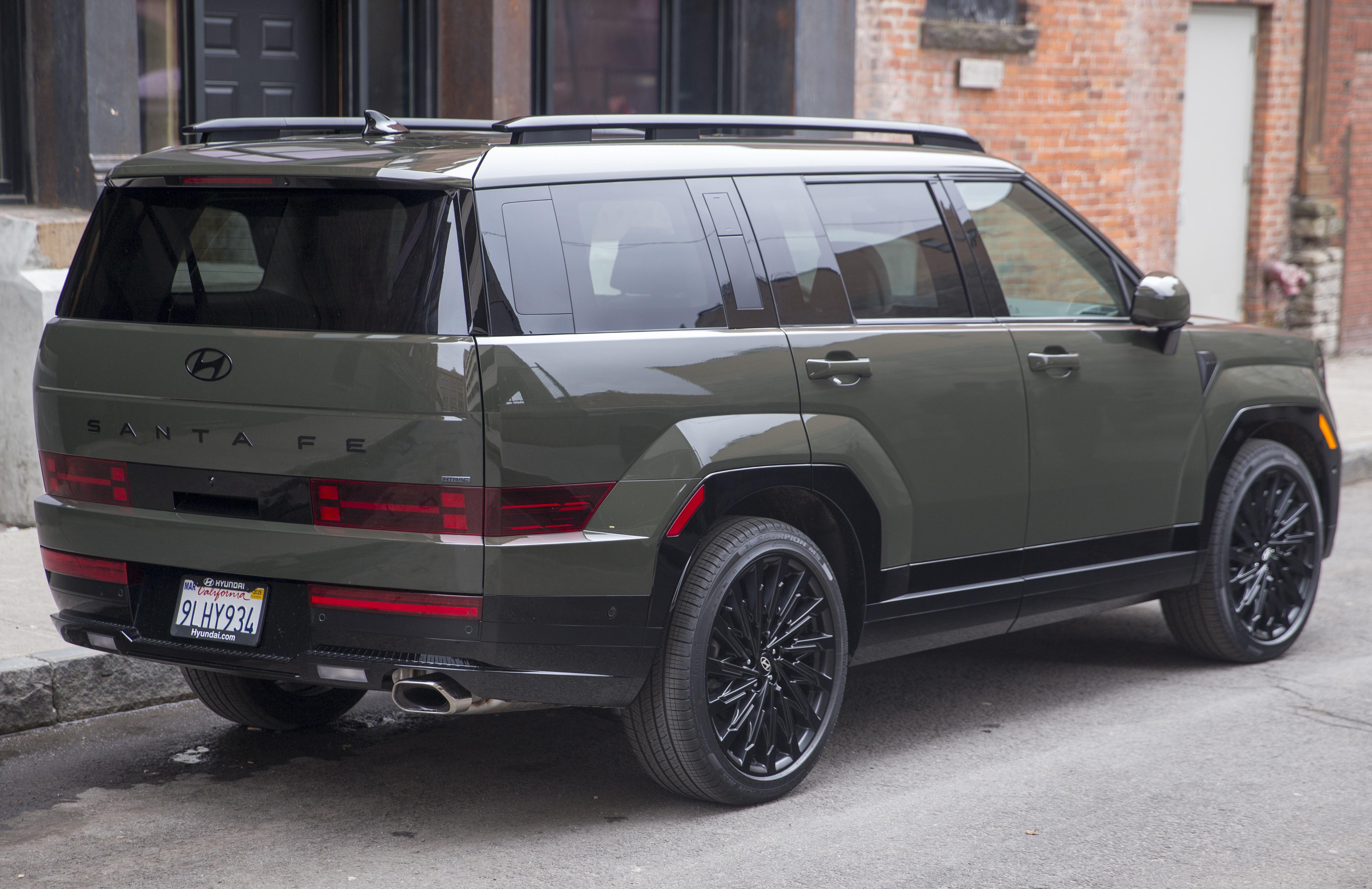
Hyundai Santa Fe V Caligraphy- tył

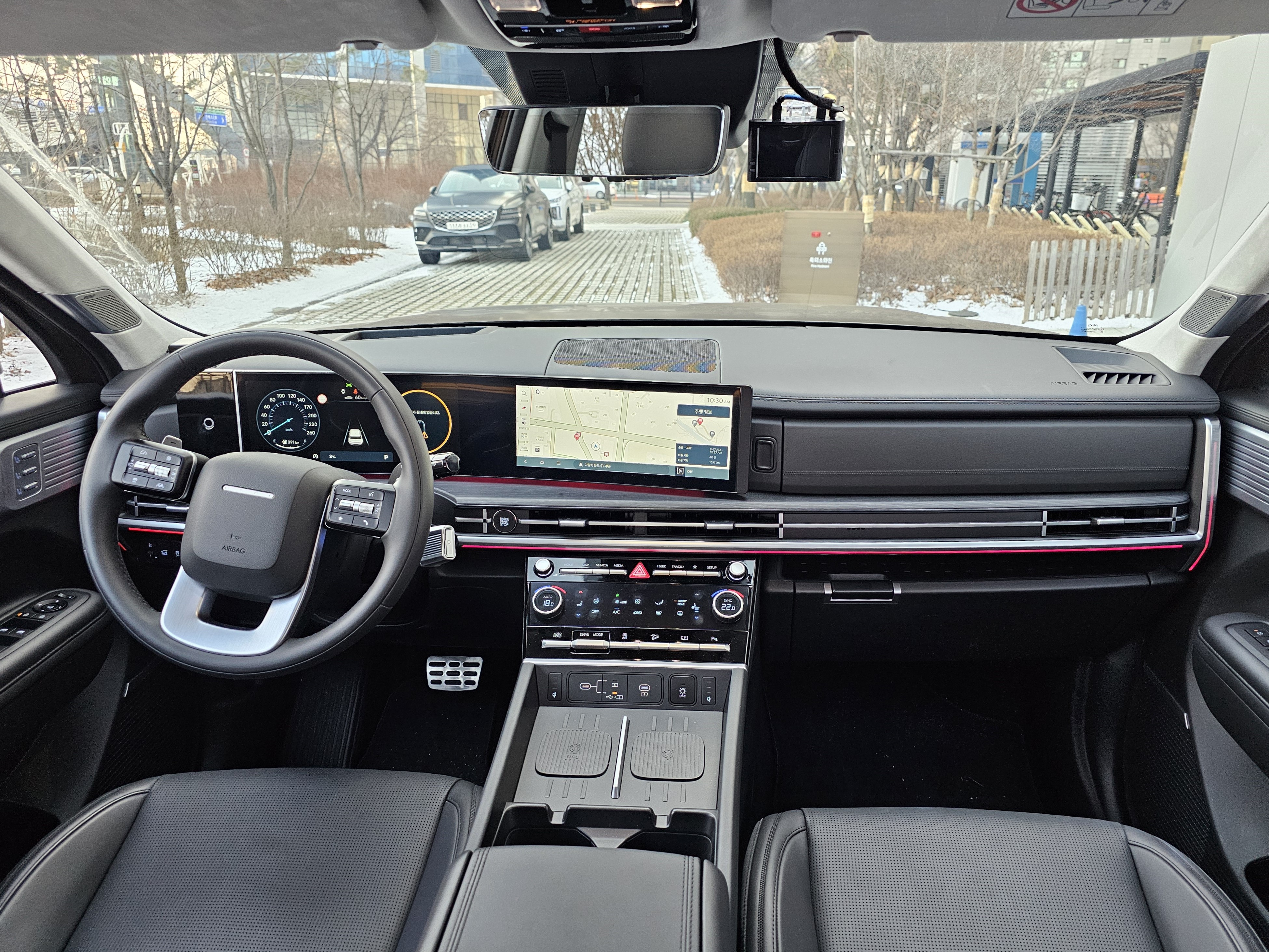
Hyundai Santa Fe V - wnętrze

Hyundai Santa Fe V został zaprezentowany po raz pierwszy w 2023 roku.
Wyniki sprzedażowe przedstawionej w 2018 czwartej generacji Santa Fe okazały się daleko niezadowalające dla Hyundaia, co pogorszyła w 2020 roku premiera nowszej i w rezultacie znacznie popularniejszej wśród globalnych nabywców pokrewnej Kii Sorento. Skłoniło to południowokoreański koncern do znacznego przyspieszenia prac rozwojowych nad kolejną generacją średniej wielkości SUV-a, planując zakończyć cykl rynkowy dotychczasowego modelu po jedynie 5 latach. Rezultatem tego było rozpoczęcie przedprodukcyjnych testów zamaskowanych egzemplarzy gotowego, nowego modelu piątej generacji w sierpniu 2022, dokładnie rok później inaugurując jego rynkowy debiut.
Piąta generacja Hyundaia Santa Fe powstała według zupełnie nowej koncepcji stylistycznej, która nadała SUV-owi surowe, kanciaste i prostopadłościenne proporcje z dominującym motywem prostokąta. Samochód stał się dłuższy i wyższy od poprzednika, zyskując charakterystycznie wysoko osadzone reflektory z motywem litery "H", pomiędzy którymi znalazł się regularnie ukształtowany prostokątny wlot powietrza przedzielony listwą LED. Linię szyb biegnącą przez drzwi płynnie połączono z klapą bagażnika, zwiększając powierzchnię przeszkloną i maksymalizując przestrzeń wewnątrz. Nietypowy projekt zastosowano wobec tylnych lamp - podobnie jak reflektory, nadano im prostokątny kształt z motywem litery "H", jednak umieszczono je bardzo nisko, w wąskim pasie przy dolnej krawędzi klapy bagażnika. Po jej otwarciu, w zderzaku ulokowano pomocnicze oświetlenie.
Kabina pasażerska utrzymana została w podobnie kanciastej aranżacji co nadwozie, zyskując masywną pionową deskę rozdzielczą z motywem litery "H" w kratkach nawiewów i obszernym, zakrzywionym panelem dwóch wyświetlaczy o przekątnej 12,3 cala: odpowiednio cyfrowych zegarów oraz centralnego systemu multimedialnego. Do sterowania klimatyzacją wykorzystano kolejny, 6,6 calowy ekran, w którego wkomponowano także fizyczne pokrętła. Dzięki większej długości nadwozia i dłuższemu rozstawowi osi, w Santa Fe piątej generacji wygospodarowano więcej przestrzeni dla pasażerów drugiego oraz trzeciego rzędu siedzeń. Zwiększono przestrzeń bagażnika o 91 litrów, a schowki rozbudowano o nowe funkcjonalności. Producent zastosował tacę do sterylizacji UV-C, dwa punkty do ładowania indukcyjnego smartfona, a także dodatkowy schowek w tunelu środkowym.
Gama jednostek napędowych Santa Fe piątej generacji została utworzona z czterech czterocylindrowych jednostek. Z myślą o rynkach azjatyckich i Ameryce Północnej przygotowano dwa benzynowe 2,5 litrowe silniki. Pierwszy, wolnossący rozwija moc 194 KM, z kolei drugi, turbodoładowany - 281 KM. Ponadto, jako dodatek do gamy silnikowej na rynkach globalnych i jedyne warianty dla rynku europejskiego, producent przygotował jeszcze dwie odmiany hybrydowe o mocy 160 KM. Pierwsza to klasyczny układ elektryczno-spalinowy zespolony z 6-biegową automatyczną skrzynią biegów, z kolei druga to hybryda plug-in umożliwiająca doładowanie większej baterii z gniazdka i jazdę w trybie czysto elektrycznym.

### Sprzedaż
Podobnie jak poprzednicy, piąta generacja Hyundaia Santa Fe to samochód o globalnym zasięgu rynkowym. Po debiucie w rodzimej Korei Południowej tuż po sierpniowej premierze w 2023 roku, kolejnym dużym rynkiem zbytu zostały Stany Zjednoczone z produkcją rozpoczynającą się w lokalnych zakładach w Alabamie z końcem tego samego roku. Początek dostaw egzemplarzy do nabywców na rynkach europejskich i azjatyckich wyznaczono z kolei na pierwszą połowę 2024 roku.

### Silniki
Benzynowe:
- R4 2.5l GDi 194 KM
- R4 2.5l T-GDi 277 KM

Hybrydowe:
- R4 1.6l T-GDi 227 KM Hybrid
- R4 1.6l T-GDi 261 KM PHEV